# Planetarium w Jenie

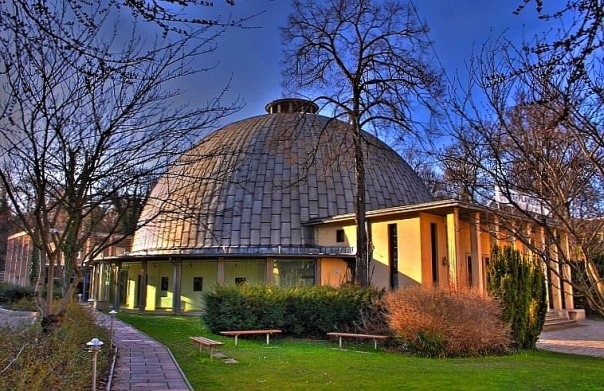
Planetarium w Jenie

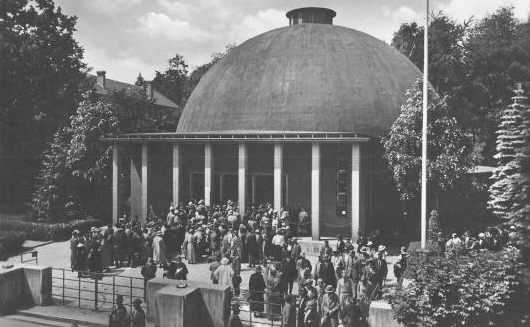
Planetarium w Jenie (lata trzydzieste)

Planetarium Zeissa w Jenie (Niemcy), Zeiss-Planetarium – najstarsze nieprzerwanie działające planetarium na świecie. Jego budowę rozpoczęto jesienią 1924 roku. Planetarium zaprojektowali Hans Schlag (1890–1970) i Johannes Schreiter (1872–1957). Kopułę stanowi żelazno-betonowa konstrukcja utworzona z blisko 8000 metalowych prętów różnej długości. Wewnętrzna średnica kopuły, będąca ekranem, na którym wyświetlane są gwiazdy, ma średnicę 23 metrów. Planetarium otwarto 18 lipca 1926 roku.

## Literatura
- Wissen in Bewegung. planetarium-jena.de. [zarchiwizowane z tego adresu (2010-02-11)].. 80 Jahre Zeiss-Planetarium Jena, 2006, ISBN 3-9811120-0-8.